# Explosief

Het gevarensymbool voor explosieve stoffen (GHS-etikettering)

Het gevarensymbool voor explosieve stoffen (WMS-etikettering)

Explosieven of springstoffen zijn ontplofbare vaste of vloeibare stoffen, dat wil zeggen stoffen die in zeer korte tijd een ontledings- of verbrandingsreactie kunnen ondergaan waarbij gasvormige producten ontstaan die een veel groter volume innemen dan de oorspronkelijke stof. Als dit gebeurt, is er een steekvlam of vuurbol en vaak een harde knal waarneembaar. 
Kenmerkend voor explosieven is het snelle vrijkomen van energie (in een fractie van een seconde), niet dat de energiedichtheid bijzonder hoog is. Die van steenkool is bijvoorbeeld 20 MJ/kg, die van TNT circa 4 MJ/kg.

## Kenmerken
Explosieven zijn er in verschillende soorten en typen. Ze worden gekenmerkt door
- De hoeveelheid energie die vrijkomt per kilogram materiaal.
- De snelheid van de voortplanting van het vlamfront of reactiefront en daarmee gerelateerd of er wel of niet een explosie plaatsvindt als het materiaal niet is opgesloten. Als het vlamfront sneller is dan het geluid, spreekt men over een detonatie. Hoe hoger de detonatiesnelheid en hoe groter de vrijkomende energie, hoe groter de brisantie (het verbrijzelend effect) van de springstof. Bij zeer brisante springstoffen is de snelheid van het reactiefront 5-7 km/s.
- De gevoeligheid, of de hoeveelheid energie die moet worden toegevoerd om de explosie te laten beginnen. Voor sommige explosieven (bijvoorbeeld joodstikstof) is de kleinste aanraking genoeg, voor andere zoals nitroglycerine volstaat een kleine stoot of wrijving, voor andere explosieven is een flinke mechanische schok, een elektrostatische ontlading, of zelfs een kleine explosie van een ander materiaal nodig.

Bij een explosie kan door de optredende expansie en drukgolf in de omgeving van de reactie schade ontstaan. Dit is natuurlijk een van de voornaamste redenen om explosieven te gebruiken in munitie, in de mijnbouw en bij het slopen van gebouwen en dergelijke. Er bestaan explosieven die mengsels zijn van op zich niet-explosieve stoffen zoals buskruit en stoffen die als zuivere stof al instabiel zijn, zoals trinitrotolueen (TNT) of acetonperoxide.
Mengsels bestaande uit een oxiderend middel (als zuurstofdrager), zoals salpeter, kalium- of natriumchloraat) en oxideerbare stoffen zoals zwavel, houtskool of sacharose, die niet detoneren maar explosief verbranden, worden ook wel sassen (enkelvoud sas) genoemd. 
Fijn verdeelde koolstofhoudende oxideerbare stoffen, zoals meel, suiker of hout kunnen ook met alleen zuurstof uit de lucht explosief ontbranden. Men spreekt dan van een stofexplosie. Wordt het poeder in vloeibare zuurstof gedrenkt, dan spreekt men van oxyliquieten.

## Toepassingen

### Wapens

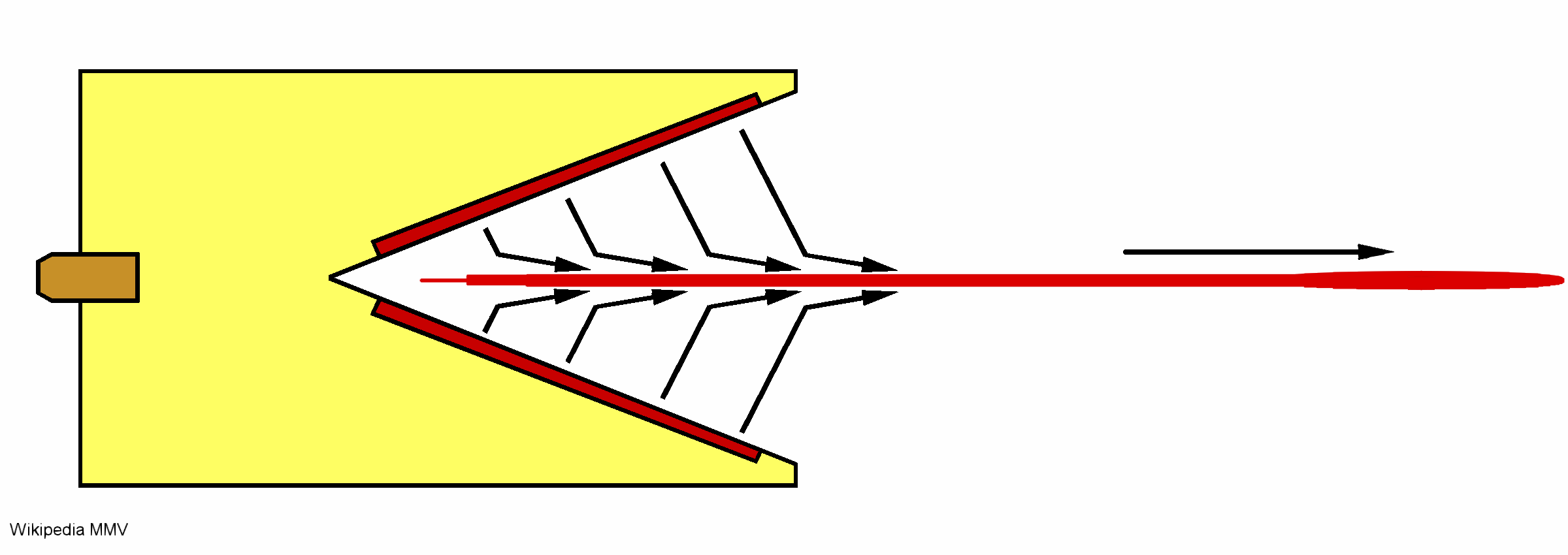
Schematische doorsnede van een snijlading (holle lading).

Explosieven worden gebruikt in wapens; bij kogels alleen voor het afvuren, bij conventionele raketwapens en handgranaten voor een explosie bij het doel, en bij overige granaten voor beide; daarnaast ook voor bommen en mijnen.
Het effect van het exploderen van de explosieve stof wordt vergroot doordat scherven van het omhulsel en toegevoegde metaaldelen als projectiel fungeren. Dit wordt fragmentatie genoemd. De volgende situaties kunnen onderscheiden worden:
- onregelmatige fragmentatie van een gladde buitenwand
- gecontroleerde fragmentatie van een gegroefde of ingekerfde buitenwand
- het vrijkomen van losse metaaldelen

### Overige toepassingen
Explosieven worden veelvuldig gebruikt in de mijnbouw en voor het slopen van gebouwen. 
Bij sloop worden vaak snijladingen toegepast. Een snijlading bestaat uit een V-vormige koperen buis gevuld met een explosief. Door de explosie wordt de v dichtgedrukt en het nu vloeibare koper snijdt met grote snelheid het op te blazen materiaal door.

## Gerelateerde termen
- brisantie
- deflagratie
- detonatie
- detonator
- inleidspringstoffen
- lont
- slagsnoer
- voorgevormde ladingen
- vuurkoord

## Bekende explosieven
- acetonperoxide
- ammonal
- ammoniumnitraat en mengsels daarvan zoals ANFO
- astrolite
- aziden
- buskruit
- C-4
- cellulosenitraat
- dynamiet
- nitroglycerine
- oxyliquieten
- PETN
- picrinezuur
- RDX
- semtex
- TNT

## Precursoren
Er is een internetconsultatie geweest over een concept-wetsvoorstel Wet precursoren voor explosieven, dat ziet op de invoering van een vergunningstelsel voor stoffen die gebruikt kunnen worden voor het vervaardigen van explosieven.
Hierin wordt onder meer bepaald dat particulieren de volgende stoffen in een hogere concentratie dan aangegeven niet meer zonder vergunning mogen bezitten:
- Waterstofperoxide 12 % m/m
- Nitromethaan 30 % m/m
- Salpeterzuur 3 % m/m
- Kaliumchloraat 40 % m/m
- Kaliumperchloraat 40 % m/m
- Natriumchloraat 40 % m/m
- Natriumperchloraat 40 % m/m